# Полвонтугай
Полвонтугай (тадж. Полвонтуғай) — село в Хатлонской области Республики Таджикистан. 
Входит в состав джамоата (сельской общины) им. Носира Хусрава Кубодиёнского района.
Находится на расстоянии 51 км центра джамоата и района (пгт. Кубодиён).
Население — 1522 чел. (2017).